# Punge Jurong
Punge Jurong is een bestuurslaag in het regentschap Banda Aceh van de provincie Atjeh, Indonesië. Punge Jurong telt 3272 inwoners (volkstelling 2010).